# Herb (film)
Herb (허브?, HeobeuLR) è un film del 2007 scritto e diretto da Heo In-moo.

## Trama
Sang-eun è una ragazza di vent'anni sempre allegra, con un grande talento per gli origami e con una famiglia che la ricopre di affetto e attenzioni; la giovane tuttavia ha un disturbo mentale che ha fatto regredire il suo modo di ragionare a quello di una bambina di sette anni.